# Тони Радев
Тони Радев (Ниш, 18. април 1972) је српски стрипар и илустратор. Најпознатији је по хумористичко-пустоловним серијалима „Макс Дебрис“ и „Краков, Краков“ из Политикиног Забавника и других часописа.

## Биографија
Дипломирао је социологију на Филозофском факултету у Нишу 2004. године, где и данас живи и ради као социјални радник. Стрипом се бави од средње школе, када је дебитовао 1989. у омладинском листу Графит. Зрелији период почиње крајем 1991. године, када почиње сарадњу са студентским листом Пресинг из Ниша, за који годинама ради кратке стрипове и илустрације.
Под утицајем француско-белгијског стрипа, развија како реалистички, тако и гротескни и карикатурални израз. Највише је радио по сценаријима које су писали Ђорђе Милосављевић, Бранимир Трошић и Марко Стојановић. Стрипове класичног израза објављивао је у најбитнијим часописима главног тока, укључујући и Политикин Забавник и Стрип Манију.
Као издвојен ток у опусу, треба поменути делатност у алтернативној нишкој уметничкој групи „Чај… одличан“, коју су 2001. са Радевим основали Душан Цветковић и Владимир Павловић. Осим уметничког стварања, група је значајна и због организовања конкурса за стрип и пропратних изложби, од којих је била најпосећенија изложба у Нишу 2003. године (близу 10.000 посетилаца).

## Реч критике
Бранислав Милтојевић: „Радев је добро схватио драматуршку моћ Милосављевићевог сценаристичког предлошка и почео намерно да оперише серијом кратких, лако схватљивих стрипских слика; графички одмераваних тако брзо да читалац нема времена за размишљање, већ их прихвата као део језика – идеограма.“ (одељак о „Максу Дебрису“ у: Антологија нишког стрипа, 2004)
Зоран Стефановић: „Радев је од раних дана имао склоност ка очувању главних француско-белгијских манира – како реалистичке стилизације Мебијуса, гротеске на трагу Мезијера, али понајвише карикатуралности на трагу Беркмана (алиас „Берк“). У сарадњи са двојицом плодних сценариста, Милосављевићем и Стојановићем, управо је „Макс Дебрис“ био један од камена искушења такве тежње и вероватно кључни корак у развоју цртача који је данас зрео професионалац, баш попут својих младалачких узора.“ (Тамбурић-Зупан-Стефановић: Стрипови које смо волели, 2011)

## Стрипографија (делимична)
- 2010: Чај... одличан, колективни албум поводом десет година рада групе, Ниш.
- 2006: „Макс Дебрис, Исповест Правог кривотворитеља“, сценарио Ђорђе Милосављевић и Марко Стојановић, колор, Политикин Забавник, Београд, бр. 2837–2840.
  - „Краков Краков: Операција Горгона“, сценарио Бранимир Трошић, Стрип Пресинг, Ниш, бр. 7.
- 2004: „Краков Краков: Солдадос, Солдадос“, сценарио Бранимир Трошић, Стрип Пресинг, Ниш, бр. 5.
- 2003: „Пали Анђео: Пакт са ирвасима“, сценарио Марко Стојановић, Стрип Пресинг, бр. 4.
- 2001: „Болничка бајка“, Марко Стојановић, Багер, 7-8.
  - „Пето полувреме“, сценарио Бранимир Трошић, Багер, 7-8.
  - „Врисак“, сцен. Марко Стојановић, Багер, Београд, бр. 4.
  - „Краков, Краков: Игра глувих телефона“ (2), сцен. Ђорђе Милосављевић, Стрип Пресинг, бр. 3.
  - „Краков, Краков: Игра глувих телефона“ (1), сцен. Ђорђе Милосављевић, Стрип Пресинг, бр. 2.
  - „Авантуре младог Тила“, сценарио Владимир Весовић и Марко Стојановић, Стрип Пресинг, бр. 1.
  - Макс Дебрис: Исповест Правог кривотворитеља, стрипски албум, издавач СИИЦ и Пресинг, Ниш
  - „Макс Дебрис 2“, сценарио Ђорђе Милосављевић и Марко Стојановић, Бумеранг, Суботица, бр. 3.
- 2000: „Макс Дебрис 1“, сценарио Ђорђе Милосављевић и Марко Стојановић, Бумеранг, Суботица, бр. 2.
- 1998: Слобода и друге халуцинације, стрипски албум, са сценаристом Велибором Петковићем и другима, поводом педесет година Декларације о људским правима, са подршком UNHCR. Настао из заједничке делатности са стрипаром Зораном Стојиљковићем у Отвореном клубу (Ниш), где су водили стрипску радионицу.
- 1997: Са Зораном Стојиљковићем, Стрип магазин, бр. 9.
  - „Краков, Краков: Игра глувих телефона“, сцен. Ђорђе Милосављевић, Стрип магазин, бр. 9.
  - „Морони“, по сопственом сценарију, Стрип магазин, бр. 9.
- 1996: „Поноћни кабаре - Break on through to the other side“, сценарио Бранимир Трошић, Стрип Манија, Београд, бр. 6.
- 1994: „Морони“ (репринт), фанзин Патагонија, Вршац
  - „Морони“ (репринт), фанзин Крпељ, Вршац
- 1991-1993: Кратки стрипови и илустрације: „Мала авантура Мирка и Славка“, „Сваки пас има свој дан“, „Тора“, „Морони“, Пресинг, Ниш, бр. 4-5.
- 1989: дебитантске минијатуре, Графит, Ниш

## Изложбе

### Као појединац (избор)
- 2012: Прва годишња изложба Удружења стрипских уметника Србије, Галерија „Прогрес“, Београд, јул 2012,
  - Исто, Стрип сала Сајма књига у Београду, октобар 2012.
- 2007: Тони Радев, самостална изложба, у оквиру 1. Херцегновског стрип фестивала, један део изложбе посвећен представљању групе „Чај… Одличан“
  - Илустратори Политикиног Забавника. Музеј примењене уметности, Београд, радови више од стотину уметника који су радили илустрације, карикатуре и стрипове за Политикин Забавник од 1939. године до данас.
- 1995: 60 година домаћег стрипа у Србији (1935—1995), Галерија „Ликовни сусрет“, Суботица, 1995.

### У оквиру групе „Чај... одличан“
Засебна и колективна излагања групе:
- 2010: Чај…одличан, изложба поводом 10 година постојања групе, Ниш
- 2007: Представљање групе „Чај… Одличан“ у оквиру самосталне изложбе Тони Радев, 1. Херцегновски стрип фестивал
- 2006: Чај... одличан, Ниш
- 2006: Групна изложба, Фестивал „Егзит“, Нови Сад
- 2005: Групна изложба, Фестивал „ГРРР!!!“, Панчево
- 2005: Чај... одличан, „Европска кућа“, Ниш
- 2005: Чај... одличан, „Стрип смотра“, промоција групе, Лесковац
- 2005: Чај... одличан, „Залет“, фестивал алтернативне културе, Зајечар
- 2004: Чај... одличан, Ниш
- 2004: Чај... одличан, Фестивал анимираног филма, Врање
- 2004: Чај... одличан, Галерија „Ремонт“, Београд
- 2004: Групна изложба, „Стрип смотра“, Лесковац
- 2003: Чај... одличан, Ниш
- 2002: Чај... одличан, Ниш